# O'o
O'o is een bestuurslaag in het regentschap Bima van de provincie West-Nusa Tenggara, Indonesië. O'o telt 1969 inwoners (volkstelling 2010).